# МЦ13
МЦ13 — советская однозарядная произвольная винтовка разработки тульского предприятия ЦКИБ СОО. Относится к тяжёлым образцам целевого оружия, предназначена для спортивной стрельбы по неподвижным мишеням. Является спортивным оружием высшего класса, обладает высокой кучностью боя и стабильностью своих параметров.

## Конструкция
Имеет массивный, изготовленный со строгими допусками ствол с четырьмя правосторонними нарезами. Шаг нарезов 320 мм. На переднем конце ствола имеется выточка для предохранения дульного среза от механических повреждений. Затвор продольно-скользящий с поворотной рукояткой, запирание канала ствола осуществляется  на два симметрично расположенных боевых упора. Заряжание производится по одному патрону. Спусковой механизм шнеллерного типа. Усилие спуска и длина его хода допускают регулировку порядка 50 г.

## Варианты и модификации
- МЦ-13-1
- МЦ-13-2
- МЦ-13-3

## Страны-эксплуатанты
- СССР
- Великобритания - целевые винтовки МЦ13 экспортировались из СССР в Великобританию и использовались стрелками-спортсменами[1].

## Музейные экспонаты
- Тульский государственный музей оружия[2]